# Ancistrus cuiabae
Ancistrus cuiabae é uma espécie de bagre da família Loricariidae. É nativa da América do Sul, onde ocorre na bacia do rio Cuiabá, que faz parte da bacia do rio Paraguai, no Brasil. A espécie atinge 11,5 cm.